# فانامويسا (موهو باريش)
فانامويسا (بالإنجليزية: Vanamõisa, Muhu Parish)‏ هي قرية تقع في إستونيا في Muhu.[بحاجة لمصدر]